# Pourquoi j'ai mangé mon père
Ne doit pas être confondu avec Pourquoi j'ai pas mangé mon père.
Pourquoi j'ai mangé mon père est un roman du journaliste, économiste, et écrivain anglais Roy Lewis. Le titre original est The Evolution Man, or, How I Ate My Father a été publié pour la première fois en 1960 sous le titre What We Did to Father (« Ce que nous avons fait à père ») (paru en 1975 en français).

## Synopsis
Le narrateur, Ernest, est un jeune pithécanthrope qui vit pleinement sa vie d’adolescent du pléistocène, immense période qui marque le début de l’ère quaternaire, il y a des centaines de milliers d’années. Il habite avec sa nombreuse famille – parents, frères et sœurs, tantes – au cœur de l’Afrique, entre le mont Kenya, le Kilimandjaro et le massif du Ruwenzori. Le quotidien n’est pas facile, il faut se nourrir et s’abriter des prédateurs : ours, machérodes et autres bêtes munies de griffes tranchantes et de crocs acérés. Il faut suivre les troupeaux de grands herbivores sauvages, abattre les plus faibles pour se nourrir, en disputant leurs carcasses aux vautours et autres charognards. Mais les choses vont changer grâce à Édouard, le père, le patriarche de la tribu.
Édouard, c’est un curieux. L’esprit toujours en action, il réfléchit sans cesse et n’a qu’une idée : innover. Ce qui l’intéresse, c’est ce qui est nouveau et fera évoluer son petit clan vers de meilleures conditions de vie.

## Analyse
À travers de nombreux anachronismes savoureux tels que la rébellion et les disputes du père d'Ernest, Roy Lewis interroge le lecteur sur des débats de la société moderne comme la technique, le progrès, l'éducation, la place des femmes, l'art, l'intérêt des échanges avec autrui. Le débat le plus mis en lumière est celui entre les progressistes (incarnés par Edouard) et les réactionnaires (incarnés par l'oncle Vania). En attirant les lecteurs par l'humour, Roy Lewis propose une approche plus comique des débats actuels. Par exemple, la maîtrise du feu, source de confort, puis le désastre de l'incendie peuvent être perçus comme une analogie avec l'énergie nucléaire et la bombe nucléaire.

## Traduction
À l'initiative de Théodore Monod, le texte a été traduit en français par Vercors et son épouse Rita Barisse.

## Adaptations
- En 1993 Le Théâtre Goblune dirigé par Hervé Colin, crée son adaptation: Pithécanthrope !!!. La pièce est jouée au TJS de Montreuil. Eric Pierrot faisait notamment partie de la distribution.
- Une adaptation théâtrale du roman a été réalisée par Serge Travers[3], auteur, metteur en scène et comédien de la Compagnie des Tréteaux de l'Ille.
- Pourquoi j'ai pas mangé mon père, film d'animation très librement adapté du roman, est sorti en salles le 8 avril 2015. Tourné intégralement en capture de mouvement, le film est réalisé par Jamel Debbouze et réunit dans la distribution l'acteur ainsi qu'un personnage inspiré de Louis de Funès, mort depuis trente ans[4].